# Begraafplaats van Terhulpen
De Begraafplaats van Terhulpen is een gemeentelijke begraafplaats in de Belgische gemeente Terhulpen. Ze ligt langs de Rue des Déportés op 400 m ten noordwesten van de Sint-Niklaaskerk (centrum). De begraafplaats heeft een rechthoekig grondplan en is volledig ommuurd.
Er liggen enkele Belgische oud-strijders uit de Tweede Wereldoorlog, maar in private graven.

## Britse oorlogsgraven
Links van het hoofdpad, aan de rand van het middelste perk, liggen twee Britse gesneuvelden uit de Tweede Wereldoorlog. Het zijn de graven van sergeant Alan George Morgan en kanonnier George James. Zij maakten deel uit van de British Expeditionary Force en sneuvelden half mei 1940.
In hetzelfde perk maar aan de andere zijde ligt het graf van William Macleod Moore, kapitein bij de Canadian Infantry. Hij werd onderscheiden met het Military Cross (MC) en het Belgische oorlogskruis. Hij overleed op 7 april 1919. 
Hun graven worden onderhouden door de Commonwealth War Graves Commission en staan er geregistreerd onder La Hulpe Communal Cemetery.